# Freddy Pharkas: Frontier Pharmacist
Freddy Pharkas: Frontier Pharmacist (с англ. — «Фредди Фаркас, фармацевт с Фронтира») — комедийная приключенческая компьютерная игра о Диком Западе, созданная Элом Лоу (разработчиком Ларри в выходном костюме) и Джошем Мэнделом (создателем квеста Callahan's Crosstime Saloon по одноимённой вселенной Спайдера Робинсона), опубликованная компанией Sierra On-Line в 1993 году. Журнал Computer Gaming Magazine назвал игру «Горячими сёдлами» из мира компьютерных игр.

## Игровая механика
Игра использовала SCI1.1, 256-цветную палитру, масштабируемые спрайты, а также интерфейс point-and-click, стандартный для многих квестов. Персонажи и игровой мир были нарисованы от руки. Игра была выпущена сразу в двух версиях: на 3.5" дискетах и на компакт-дисках. В версии на компакт-диске были озвучены все персонажи и другие внутриигровые тексты. К игре прилагалось руководство в виде «Современной книги о здоровье и гигиене»
, забавной иллюстрированной пародии на медицинские издания XIX века. Книга содержала важные для решения внутриигровых загадок сведения (например, рецепты, дозировку и состав лекарств и тому подобное).

## Сюжет
Игроку предлагается перевоплотиться во Фредди Фаркаса, фармацевта образца 80-х годов XIX века из захолустного калифорнийского городка Корсголд. Когда-то Фредди был известным стрелком Фронтира, но сменил профессию после трагического инцидента: в последней перестрелке некто Малыш Кенни отстрелил ему ухо. Вместо него Фредди иногда надевает протез из серебра (серебряное ухо действует как маска Зорро — надев серебряный ушной протез, Фредди становится неузнаваемым). К моменту начала игры почти все основные предприятия городка либо куплены, либо брошены их владельцами. Очевидно, что кто-то явно пытается завладеть всем городом. Непонятно, зачем кому-то понадобился такой захолустный городишка, как Корсеголд. Местный шериф, скользкий тип, явно не горит желанием расследовать это тёмное дело, так что выяснять детали придётся Фредди.

### Персонажи
Одним из персонажей игры является чудаковатый старик Вилли Виттлин (англ. Whittlin' Willy, дословно — «Вилли Строгальщик», из-за привычки постоянно что-то вырезать ножом из дерева), который является рассказчиком всей истории. Например, в случае гибели Фредди, он объясняет, что произошло и рассказывает о дальнейшей печальной судьбе города. Среди других персонажей — Срини (англ. Srini), «индейский» напарник Фредди (на самом деле он индиец); преподавательница местной начальной школы (и любовь Фредди) Пенелопа Прим (англ. Penelope Primm, буквально — англ. Prim означает «принципиальная, чопорная»); госпожа Овари (англ. Madame Ovaree) (очевидно пародия на «Госпожу Бовари»: игра слов — англ. Ovaree произносится почти как англ. ovary, яичник), «мадам» местного борделя.
Один из вариантов обложки коробки для компакт-диска с игрой, был снабжён надписью «Повстречайте прапрадедулю Ларри в выходном костюме!» (англ. Meet the Great-Great Grandpappy of Leisure Suit Larry!). Действительно, в игре можно встретить Цирконового Джима Лафера, который и есть прапрадед Ларри Лафера. Цирконовый Джим является одним из второстепенных персонажей, его роль в сюжете минимальна. Иногда в игре его называют прапрадядей Ларри. В версии на компакт-диске за него говорил Ян Рэбсон, тот же актёр, который озвучивал Ларри Лафера.

## История создания
Лоу говорит, что Фредди Фаркас является, видимо, самой смешной игрой из тех, что он сделал, причём во многом благодаря остроумию второго ведущего разработчика игры — Джоша Мэндела, который принимал участие и в других играх Sierra, включая серию Space Quest и игру The Dagger of Amon Ra. Лоу уже представлял себе весь основной сюжет игры, но не знал, как изложить его предысторию. Джош написал стихи для сочинённого Лоу музыкального вступления — «Балладе о Фредди Фаркасе» (а также для «Заключительной баллады о Фредди Фаркасе»), в которых излагались события, произошедшие до начала игры.
Название игры, так же как и имя главного героя, представляет собой пример аллитерации, основанной на повторении буквы F (так же как и другая игра Эла Лоу — Leisure Suit Larry in the Land of the Lounge Lizards).
В версии игры на компакт-диске отсутствует часть шуток флоппи-версии. Джош Мэндел объяснил это следующим образом:
Я участвовал в разработке версии на дискетах, занимался её постановкой, выпуском и писал тексты. В то время мы вовсе не планировали выпускать версию на компакте. Когда продажи версии на дискетах оправдали выпуск CD-ROM версии, у меня не было возможности заниматься постановкой и выпуском игры, поскольку я уже взялся за Space Quest 6. Тогда подбор актёров и запись голосов для CD-версии поручили Элу Лоу. Но игра уже содержала такой объём текста, что когда подошло время озвучивать текст содержимого инвентаря, Эл просто остановился: по его словам, он просто устал сидеть в звукозаписывающей студии. Поскольку я написал подавляющую часть диалогов и внутриигровых текстов, я обратил его внимание, что вырезав примерно 15 % игровых текстов, он выбросил множество шуток.
Оригинальный текст (англ.)I had co-designed, directed, produced, and written the floppy version; there were no plans at all, at the time, to produce a CD version. When sales of the floppy version justified a CD version, I was no longer available to produce and direct it, having by then started on SQ6. Al Lowe was then tapped to do the casting and recording of the CD version, but the game already had so much text in it that, when it came time to record the inventory text, Al just stopped—he was, he said, tired of sitting in the sound studio. As I had written the vast majority of the game’s text and dialogue, I pointed out to him that, in the process of cutting roughly 15% of the game’s text from the recording, he’d left out many of the jokes.
На своём сайте Лоу говорит, что его целью было сделать игру в стиле «Горячих сёдел». Игра определённо включает изрядную долю туалетного юмора фильма. Отличительной особенностью «Фредди Фаркаса» можно назвать то, что, по-видимому, это единственная игра, в которой игроку предстоит собрать образцы пищеварительных газов лошадей в бумажный пакет (для последующего спектрального анализа).

## Распространение игры
После того, как Sierra распродала весь тираж игры, права на её распространение перешли к её создателю — Элу Лоу, с разрешения которого игра бесплатно распространяется через Интернет. Раньше iso-образ игры можно скачать с FreddyPharkas.com, однако в настоящее время игра недоступна для легального скачивания.